# Preziosissimo Sangue di Nostro Signore Gesù Cristo a Tor di Quinto

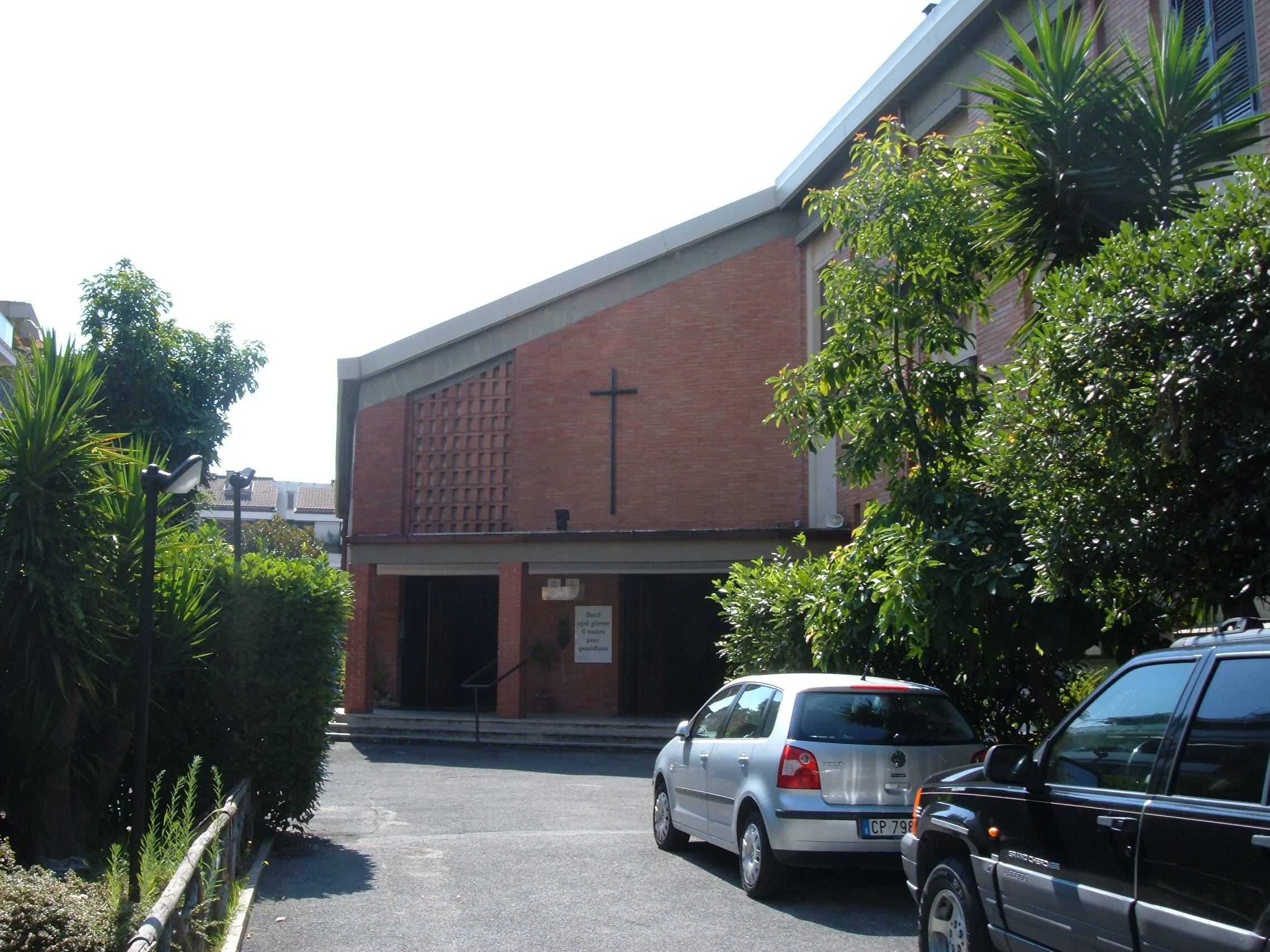
Vista da igreja.

Preziossisimo Sangue di Nostro Signore Gesù Cristo a Tor di Quinto é uma igreja de Roma localizada na Via Flaminia, 732/T, no quartiere Tor di Quinto. É dedicada ao Preciosíssimo Sangue de Jesus. O cardeal-presbítero do título cardinalício de Preciosíssimo Sangue de Nosso Senhor Jesus Cristo é John Njue, arcebispo de Nairóbi, na Nigéria.

## História
O projeto da igreja foi idealizado por Nello Ena e o edifício atual foi completado em 1957. Porém, aparentemente o projeto inicial foi interrompido e o edifício atual que abriga a igreja, meio abarrotado, provavelmente era para ser apenas um salão; a igreja propriamente dita jamais foi construída. A paróquia foi instituída em 22 de outubro de 1957 através do decreto "Etsi antistitem" do cardeal-vigário Clemente Micara. Em 17 de outubro de 1993, o papa São João Paulo II visitou a paróquia e celebrou ali uma missa. Em 2007, o papa Bento XVI a elevou a sede do título cardinalício de Preciosíssimo Sangue de Nosso Senhor Jesus Cristo.

## Descrição

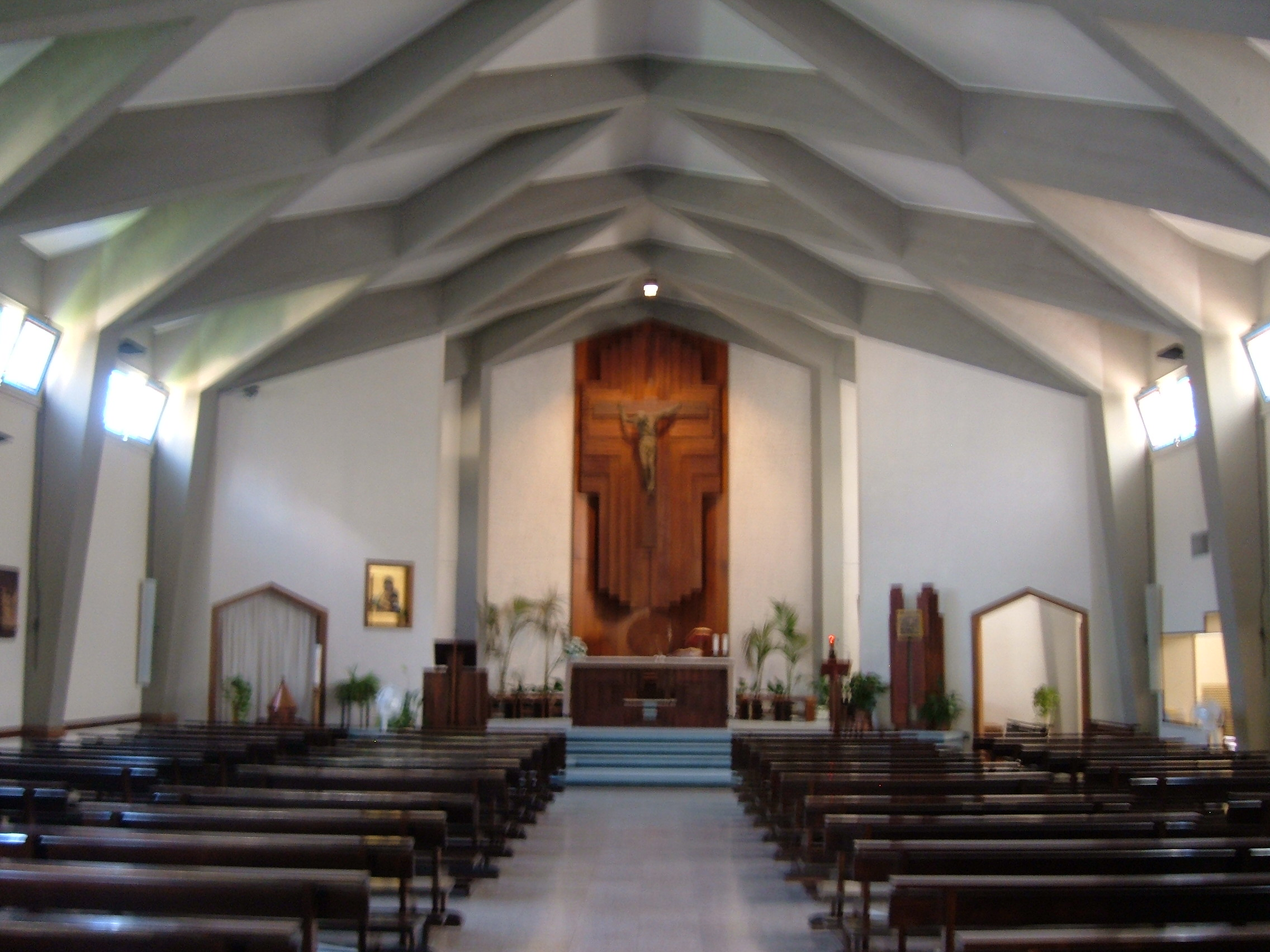
Vista do interior.

### Exterior
A igreja não tem uma identidade arquitetural própria e provavelmente é a mais obscura de todas as igrejas titulares de Roma. A fachada de frente para a rua é ocupada por uma parede atrás da qual, no local onde hoje está um pequeno posto de gasolina e um jardim, ficaria a igreja projetada e jamais construída. 
Perto da rua está um bloco anexo no formato de um hexágono esticado em seu eixo maior e com duas paredes diagonais em cada extremidade. Uma delas está de frente para a rua atrás da parede do jardim e a oposta está encostada na igreja, de planta similar. Os dois edifícios estão ligados e um corredor segue pelo lado direito da igreja para chegar até a sacristia atrás da extremidade onde está o altar.
A igreja tem uma nave única com cinco baias e sem um presbitério propriamente dito. Sua estrutura é de concreto armado preenchida com tijolos vermelhos e com projeções de concreto no beiral. Cada baia se abre em uma janela retangular de vidro simples no alto das paredes de ambos os lados. O teto, sem telhas, tem duas águas e é vermelho. Não há um campanário.
A entrada ocupa a parede diagonal esquerda da extremidade perto da rua, de tijolos vermelhos aparentes. Porém, uma seção dela, perto do lado esquerdo, está decorada com caixotões retangulares de tijolo. Há dois portais de entrada no alto de três degraus e separados por um pilar retangular de tijolos. A única outra decoração é uma fina cruz na parede logo acima.

### Interior
O interior é dominado por um teto de concreto sustentado por pilastras de concreto de ambos os lados que se afilam na direção da base. O topo de cada uma sustenta duas grossas nervuras e estas se cruzam para formar uma fileira de grandes caixotões em formato de losangos de cada lado no alto.
Não há um presbitério separado. Na extremidade oposta da igreja está uma parede reta com uma sacristia atrás, à qual se chega através de um duas portas, uma em cada extremidade, com topos angulares. Há uma abside muito rasa atrás do altar, com dois pares de nervuras de concreto no formato de "V" se encontrado no alto, um formato correspondente ao da nave. A abside abriga um grande crucifixo de madeira pintada pendurado num fundo de madeira liso esculpido no formato de várias cruzes aninhadas. Fora disso, as paredes são todas brancas, com nervuras e pilastras em cinza claro.